# Gieranony

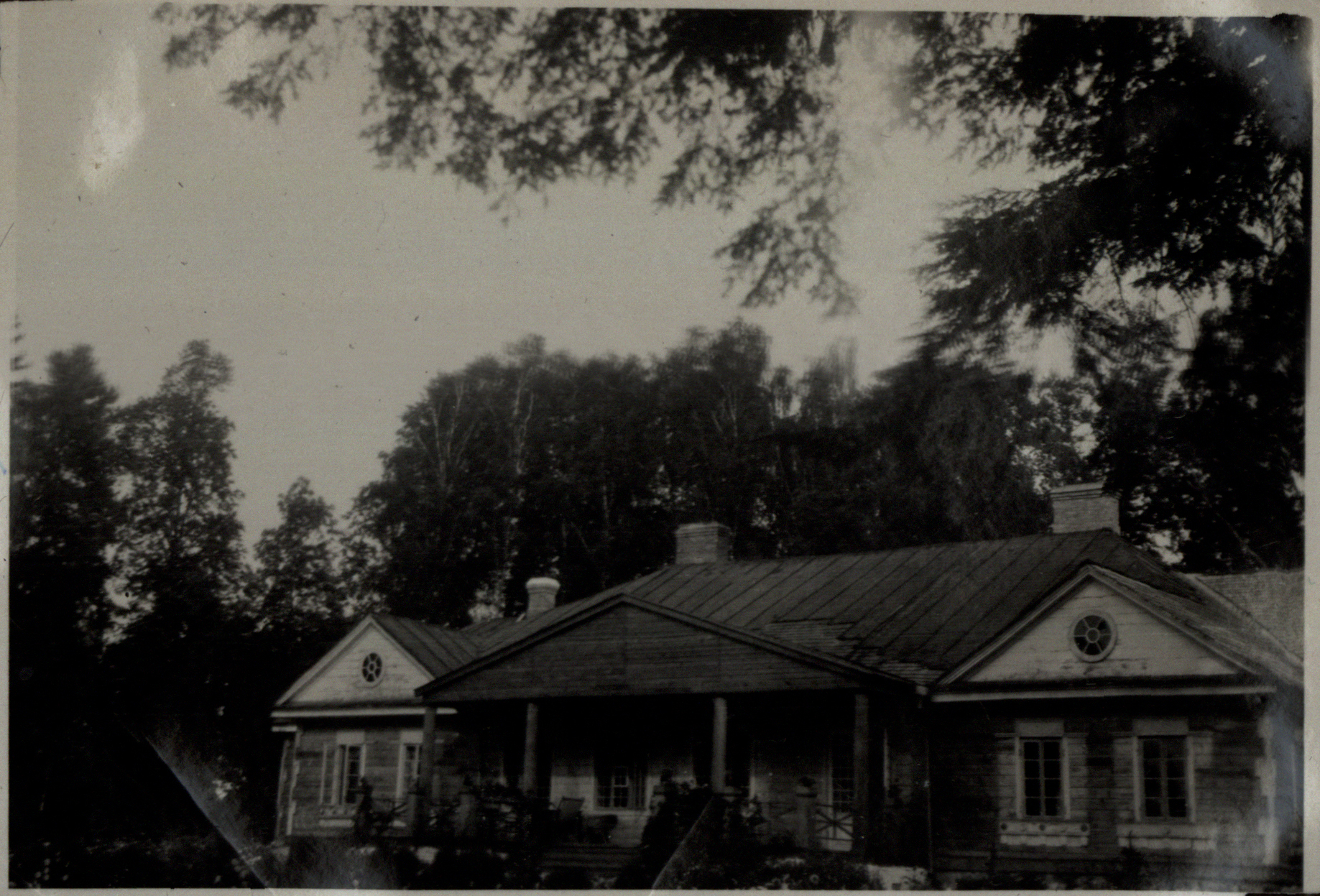
Dwór w dwudziestoleciu międzywojennym

Gieranony (błr. Геранёны, Hieraniony; ros. Геранёны, Gieraniony) – wieś na Białorusi, w obwodzie grodzieńskim, w rejonie iwiejskim.
Miasto królewskie położone było w końcu XVIII wieku w starostwie niegrodowym gieranońskim w powiecie oszmiańskim województwa wileńskiego. Magdeburgia nadana w 1748 roku.
Siedziba rodu Gasztołdów, którzy tytułowali się hrabiami i grafami Świętego Cesarstwa Rzymskiego z Murowanych Gieranojn.

## Historia
Gasztołdowie
Za najstarszą wiadomość o Gieranonach uznaje się wzmiankę w krzyżackim drogowskazie – opisie drogi z Trab do Lidy, datowanym na lata 1402–1403, o miejscowości Gastowtendorf, uznaną za rezydencję Gasztołdów utożsamianą z Gieranonami. Pierwszym notowanym właścicielem dóbr był w r. 1431 Piotr Gasztołd, następnie od r. 1433 jego brat Jan (Iwaszka), marszałek nadworny i wojewoda wileński. Ten ostatni już wcześniej (1431) pisał się „z Gieranon”, co świadczyłoby, że przyznanie mu tych dóbr przywilejem wielkiego księcia litewskiego Zygmunta Kiejstutowicza z r. 1433, stanowiło potwierdzenie dawniejszego nadania. Załamanie się ogromnych wpływów politycznych Iwaszki Gasztołda doprowadziło do konﬁskaty jego dóbr przez Kazimierza Jagiellończyka w l. 1451-1456. Gieranony powróciły do Gasztołdów dopiero w r. 1493, w którym Aleksander Jagiellończyk przyznał je Annie Jurjewnie Holszańskiej, wdowie po synu Iwaszki – Marcinie, wojewodzie trockim. Kolejnym dziedzicem został syn Marcina – Olbracht Gasztołd (zm. 1539), kanclerz litewski, wojewoda wileński. Była to jego ulubiona posiadłość, którą uczynił prawdziwie wielkopańską rezydencją, wznosząc przed r. 1529 okazały zamek, godny dostojnika tytułującego się odtąd hrabią na Murowanych Gieranonach.
Gieranony nazywane były miasteczkiem już w r. 1520 i jako oppidum oznaczone zostały na mapie Litwy rytowanej w r. 1613 przez Tomasza Makowskiego. Status miasta królewskiego otrzymały od Władysława IV, co potwierdził Stanisław August przywilejem z 25 V 1792, którym nadał Gieranonom herb i zezwolił na budowę ratusza, kramów i cegielni. Przywileje miejskie nie wpłynęły jednak na rozwój miasteczka, które w r. 1886 miało zaledwie 375 mieszkańców, z tego tylko 142 zaliczonych do stanu mieszczańskiego
Dziedzicem Olbrachta był jego syn Stanisław Gasztołd, wojewoda trocki, ostatni z rodu, zmarły bezpotomnie w r. 1542. Wdowa po Stanisławie, Barbara Radziwiłłówna, zachowała dożywocie na Gieranonach, jednak same dobra powróciły do domeny wielkoksiążęcej. Po śmierci ostatniego z Gasztołdów miasteczko straciło na znaczeniu, którego już nigdy nie odzyskało.
Królewszczyzna
Król Zygmunt I przekazał je 15 VI 1543 swojemu synowi Zygmuntowi Augustowi, ten zaś po śmierci Barbary (1551) dokonał podziału na starostwa gieranońskie, trabskie, radoszkowskie, wołożyńskie i lubeckie. Starostwo gieranońskie było odtąd królewszyzną, która była uposażeniem Generałów Artylerii Litewskiej.
W r. 1795 dobra zostały przejęte przez skarb państwa rosyjskiego i otrzymał je faworyt Katarzyny II, gen. Aleksander Bezborodko (zm. 1799). Po nim dobra odziedziczył jego brat Eliasz, a od niego w r. 1812 kupił je Wojciech Pusłowski, marszałek słonimski. Od synów Pusłowskiego w r. 1849 nabył Gieranony Samuel Łaniewski-Wołk i przekazał swojej córce Weronice, zamężnej za Oskarem Korwin-Milewskim (1817–1906).
Po nich dziedziczył je ich syn Ignacy Karol (1846–1926), właściciel ogromnego majątku, który umożliwił mu stworzenie w l. 1880–1895 cennej kolekcji malarstwa polskiego. W swojej kolekcji Korwin-Milewski zgromadził obrazy takich malarzy jak: Jan Matejko (Stańczyk), Józef Chełmoński (Babie lato), Wincenty Wodzinowski, Franciszek Żmurko, Władysław Czachórski, Witold Pruszkowski, Stanisław Witkiewicz oraz Józef Pankiewicz. Szczególnie interesujący był zbiór około trzydziestu obrazów Aleksandra Gierymskiego (m.in. Trąbki,  Anioł Pański, Trumna chłopska, Żydówka z cytrynami), a także kolekcja autoportretów malarzy. Kolekcja od r. 1897 przechowywana była przez kilka lat w Gieranonach. Milewskiemu nie udało się spełnić zamierzonego celu, którym było stworzenie dostępnej dla szerokiej publiczności galerii. W czasie I wojny światowej kolekcja uległa rozproszeniu; największa jej część traﬁła jednak do Muzeum Narodowego w Warszawie. Po 1918 roku Ignacy Korwin-Milewski sprzedał majątek swemu siostrzeńcowi Szymonowi Meysztowiczowi (zm. 1940), żonatemu z Antoniną z Morawskich, którzy odziedziczyli resztki jego kolekcji, do r. 1939 przechowywanej w Gieranonach. Byli oni ostatnimi właścicielami tych dóbr.

## Zabytki

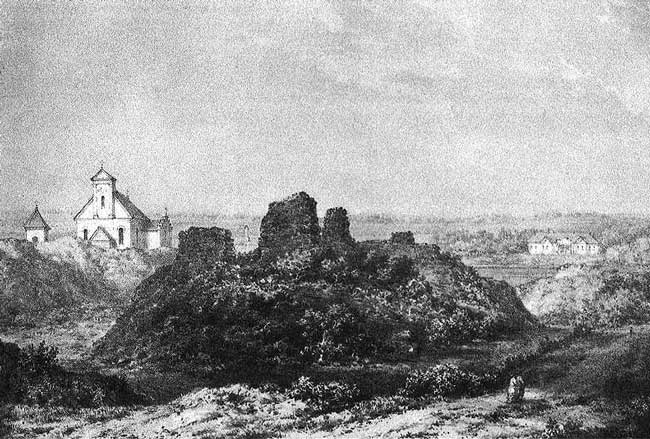
Napoleon Orda, Ruiny zamku Gasztołdów

- Ruiny zamku z XVI wieku zbudowanego przez Olbrachta Gasztołda, na którym 18 maja 1537 odbył się ślub jego syna Stanisława z Barbarą Radziwiłłówną. Zachowane ruiny.
- Kościół św. Mikołaja z 1529 roku, pierwotnie gotycki. W dniu 11 kwietnia 1529 roku Olbracht Gasztołd ufundował infułację przy kościele, przeniósł tam paraﬁę i ustanowił przy nim altarię. Kościół został zniszczony w czasie wojny z Moskwą i jeszcze w r. 1675 nie był odbudowany i niszczał nieużytkowany, bez dachu, co musiało wpłynąć na stan murów. Odbudowano go przypuszczalnie w końcu XVII w. W 1779 roku kościół został zniszczony przez pożar. Doszczętnie spłonęło wówczas całe wyposażenie. W tymże roku rozpoczęto późnobarokową odbudowę świątyni staraniem proboszcza ks. Jana Horaina. Świątynię konsekrował w r. 1781 sufragan diecezji wileńskiej Tomasz Zienkowicz. Po pożarze 1779 roku sprawiono zachowane do dziś wyposażenie. W trakcie odbudowy sklepienie zastąpiono drewnianym stropem oraz dobudowano kruchtę i zakrystię. W r. 1855 kościół remontowano: otynkowano elewacje i odnowiono wnętrze. W r. 1859 do kościoła z fundacji Oskara Korwin-Milewskiego, ówczesnego kolatora, dobudowano od południa kaplicę, wzmiankowaną w r. 1861 jako kaplica Św. Hipolita, z murowaną kryptą, przeznaczoną na groby rodzinne, a od północy zakrystię. Około 1929 roku nadano neobarokowy kostium zakrystii i kaplicy Korwin-Milewskich.
- Kościół św. Jana Chrzciciela, obecnie nie istnieje. Po zniszczeniu odbudowany przed 1721 rokiem z inicjatywy infułata gieranońskiego Aleksandra Kazimierza Horaina. W 1849 roku wzmiankowane jest jeszcze istnienie jego zrujnowanych ścian. Znajdował się on nad rzeczką Upitą, w północno-zachodniej części Gieranon, w odległości około 1 km od zabudowań miasteczka i zamku Gasztołdów[4].